# Pasir Wetan
Pasir Wetan is een bestuurslaag in het regentschap Banyumas van de provincie Midden-Java, Indonesië. Pasir Wetan telt 3826 inwoners (volkstelling 2010).